# Xã Butte, Quận Boyd, Nebraska
Xã Butte (tiếng Anh: Butte Township) là một xã thuộc quận Boyd, tiểu bang Nebraska, Hoa Kỳ. Năm 2010, dân số của xã này là 484 người.